# Paul Daisuke Narui
Paul Daisuke Narui SVD (ur. 24 listopada 1973 w Iwakura) – japoński duchowny rzymskokatolicki, biskup Niigaty od 2020.

## Życiorys

### Prezbiterat
Święcenia kapłańskie przyjął 10 marca 2001 w zgromadzeniu werbistów. Był m.in. prefektem zakonnego postulatu i domu dla profesów czasowych, sekretarzem japońskiej Caritas, radnym prowincjalnym oraz sekretarzem komisji ds. sprawiedliwości i pokoju w zakonnej kurii generalnej.

### Episkopat
31 maja 2020 papież Franciszek mianował go biskupem Niigaty. Sakry biskupiej udzielił mu 22 września 2020 arcybiskup Tarcisio Isao Kikuchi.